# Electroanalysis
 Electroanalysis (abrégé en Electroanalysis) est une revue scientifique à comité de lecture bimensuelle qui publie des articles dans le domaine de l'électrochimie analytique.
D'après le Journal Citation Reports, le facteur d'impact de ce journal était de 2,138 en 2014. Le directeur de publication est Joseph Wang (Université de Californie à San Diego, États-Unis).